# Pomarea nigra
El monarca de Tahití (Pomarea nigra) es una especie de ave paseriforme de la familia Monarchidae endémica de Tahití. Está en grave peligro de extinción, y se estima que hay menos de 50 individuos en libertad.

## Descripción
Mide unos 15 cm de largo, y es de color negro con el pico azul pálido. Los ejemplares juveniles son rojizos amarronados. Su llamada asemeja un tick-tick-tick y su canto es similar a una flauta.

## Distribución y hábitat
Es endémica de Tahití en la polinesia francesa. Esta ave habita en solo cuatro valles en Tahití. Vive en la fronda del bosque y sotobosque entre ejemplares de árboles mara (Neonauclea forsteri).

## Amenazas
Entre las amenazas que enfrenta la especie se encuentran la degradación de los hábitats en el bosque por invasión de especies exóticas, incluidas Miconia calvescens y Spathodea campanulata. El bosque también es degradado por la acción de cabras. Es depredado por gatos y ratas. El alción venerado (Todiramphus veneratus) es una especie competidora.